# Diu
För andra betydelser, se Diu (olika betydelser).
Diu är en stad i det indiska unionsterritoriet Dadra och Nagar Haveli och Daman och Diu, och är huvudort för distriktet Diu. Folkmängden uppgick till 23 991 invånare vid folkräkningen 2011.